# لانتانا، تگزاس
لانتانا (به انگلیسی: Lantana) یک منطقهٔ مسکونی در ایالات متحده آمریکا است که در شهرستان دنتون، تگزاس واقع شده‌است. لانتانا ۶٫۳ کیلومتر مربع مساحت و ۶٬۸۷۴ نفر جمعیت دارد.